# 拉奥拉
拉奥拉，是西班牙卡斯蒂利亚-莱昂布尔戈斯省的一个市镇。总面积30平方公里，总人口447人（2001年），人口密度15人/平方公里。